# Billy Bean (Baseballspieler)
William Daro „Billy“ Bean (* 11. Mai 1964 in Santa Ana, Kalifornien; † 6. August 2024) war ein US-amerikanischer Baseballspieler. Billy Bean spielte von 1987 bis 1995 in der Major League Baseball als Outfielder. Er begann seine Karriere in der MLB bei den Detroit Tigers, bei denen er von 1987 bis 1989 spielte. 1989 wechselte er zu den Los Angeles Dodgers, von 1993 bis 1995 spielte er bei den San Diego Padres.
1999 hatte Bean sein Coming-out und schrieb ein Buch über sein Leben als homosexueller Baseballspieler mit dem Titel Going the Other Way: Lessons from life in and out of Major League Baseball. Billy Bean ist nach Glenn Burke der zweite Spieler der Major League Baseball, der sich bislang geoutet hat. Billy Bean war Vorstandsmitglied der LGBT-Organisation Gay and Lesbian Athletics Foundation.
2002 trat er in der Sitcom Frasier auf. 2012 schrieb und produzierte er den Kurzfilm Without a Mom.
Bean arbeitete als Immobilienmakler in Miami Beach.